# Hilda e il Re Montagna
Hilda e il Re Montagna (Hilda and the Mountain King) è un film d'animazione del 2021 diretto da Andy Coyle, tratto dall'omonima graphic novel di Luke Pearson e seguito della seconda stagione della serie animata Hilda.

## Trama
Dopo essersi svegliata nel corpo di un troll, Hilda deve cercare di tornare a casa utilizzando intelligenza e coraggio, tornando umana e inoltre con l'obiettivo di salvare la città di Trolberg.

## Distribuzione
Il film è stato distribuito sulla piattaforma Netflix a partire dal 30 dicembre 2021.